# Eccellenza Marche 2008-2009
Il campionato italiano di calcio di Eccellenza regionale 2008-2009 è stato il diciottesimo organizzato in Italia. Rappresenta il sesto livello del calcio italiano.
Questi sono i gironi organizzati dal Comitato Regionale Marche.

## Squadre partecipanti
| Squadra                    | Città (provincia)               |
| -------------------------- | ------------------------------- |
| A.S.D. Biagio Nazzaro 1922 | Chiaravalle (AN)                |
| Bikkembergs Fossombrone    | Fossombrone (PU)                |
| Cagliese                   | Cagli (PU)                      |
| U.S. Castelfrettese A.S.D. | Castelferretti (AN)             |
| Cingolana                  | Cingoli (MC)                    |
| Civitanovese               | Civitanova Marche (MC)          |
| Cuprense                   | Cupramarittima (AP)             |
| Fermignanese               | Fermignano (PU)                 |
| Fortitudo Fabriano         | Fabriano (AN)                   |
| Jesina                     | Jesi (AN)                       |
| Montegranaro               | Montegranaro (AP)               |
| Monturanese                | Monte Urano (AP)                |
| Osimana                    | Osimo (AN)                      |
| Piano San Lazzaro          | Piano San Lazzaro (Ancona) (AN) |
| A.S.D. Urbania Calcio      | Urbania (PU)                    |
| Urbino                     | Urbino (PU)                     |
| Vigor Senigallia           | Senigallia (AN)                 |
| A.C. Vis Macerata          | Macerata (MC)                   |

## Aggiornamenti
La Cagliese era stata retrocessa dalla Serie D mentre dalla Promozione erano salite per la prima volta Cuprense e Fortitudo Fabriano, il Montegranaro, che ritornava immediatamente nel massimo torneo regionale e l'Urbania che mancava dalla stagione 2002-03.
Dopo diversi tentativi fu questo l'anno buono per il Bikkembergs Fossombrone che riuscì a imporsi in modo abbastanza netto. Nella seconda parte di stagione emerse la Civitanovese che riuscì a scavalcare Fortitudo Fabriano e Piano San Lazzaro. I rossoblu seppero mantenere la forma anche nel corso degli spareggi, e, seppur sconfitti nella finale nazionale, vennero ripescati in Serie D nel corso dell'estate.
Nella parte bassa di classifica precipitarono Monturanese e Fermignanese, che stazionarono praticamente per tutto il torneo nelle ultime posizioni. La matricola Cuprense non riuscì a ribaltare la Vigor Senigallia ai playout mentre la Cagliese complice una clamorosa debacle interna giunse alla seconda caduta consecutiva. Nella finale playout la Vis Macerata sconfisse la formazione vigorina condannandola alla clamorosa retrocessione in Promozione. Gli eventi estivi salveranno la squadra rossoblu dal punto più basso toccato negli ultimi 20 anni di storia.

## Classifica finale
|  | Pos. | Squadra                 | Pt | G  | V  | N  | P  | GF | GS | DR  |
|  | ---- | ----------------------- | -- | -- | -- | -- | -- | -- | -- | --- |
|  | 1.   | Bikkembergs Fossombrone | 74 | 34 | 22 | 8  | 4  | 44 | 18 | +26 |
|  | 2.   | Civitanovese            | 64 | 34 | 19 | 7  | 8  | 45 | 26 | +19 |
|  | 3.   | Piano San Lazzaro       | 63 | 34 | 19 | 6  | 9  | 51 | 27 | +24 |
|  | 4.   | Fortitudo Fabriano      | 61 | 34 | 17 | 10 | 7  | 43 | 26 | +17 |
|  | 5.   | Castelfrettese          | 57 | 34 | 14 | 15 | 5  | 52 | 34 | +18 |
|  | 6.   | Urbino                  | 51 | 34 | 11 | 18 | 5  | 36 | 26 | +10 |
|  | 7.   | Cingolana               | 45 | 34 | 12 | 9  | 13 | 32 | 32 | 0   |
|  | 8.   | Jesina                  | 43 | 34 | 10 | 13 | 11 | 26 | 27 | -1  |
|  | 9.   | Montegranaro            | 42 | 34 | 9  | 15 | 10 | 28 | 31 | -3  |
|  | 10.  | Biagio Nazzaro          | 41 | 34 | 9  | 14 | 11 | 35 | 38 | -3  |
|  | 11.  | Osimana                 | 40 | 34 | 8  | 16 | 10 | 27 | 32 | -5  |
|  | 12.  | Urbania                 | 40 | 34 | 11 | 7  | 16 | 32 | 35 | -3  |
|  | 13.  | Vigor Senigallia        | 40 | 34 | 9  | 13 | 12 | 35 | 40 | -5  |
|  | 14.  | Vis Macerata            | 37 | 34 | 9  | 10 | 15 | 36 | 45 | -9  |
|  | 15.  | Cagliese                | 35 | 34 | 8  | 11 | 15 | 35 | 46 | -11 |
|  | 16.  | Cuprense                | 31 | 34 | 7  | 10 | 17 | 27 | 50 | -23 |
|  | 17.  | Fermignanese            | 28 | 34 | 6  | 10 | 18 | 28 | 53 | -25 |
|  | 18.  | Monturanese             | 26 | 34 | 6  | 8  | 20 | 29 | 55 | -26 |

## Risultati

### Tabellone
|                            | BIA | CAG | CAS | CIN | CIV | CUP | FER | FOR | FOS | JES | MON | MON | OSI | PIA | URB | URB | VIG | VIS |
| Biagio Nazzaro Chiaravalle |     | 1-0 | 3-3 | 1-1 | 0-1 | 0-1 | 1-1 | 2-1 | 0-0 | 1-0 | 1-1 | 4-0 | 1-0 | 1-4 | 1-2 | 0-1 | 3-2 | 1-1 |
| Cagliese                   | 2-3 |     | 0-2 | 0-0 | 1-2 | 2-1 | 2-0 | 0-1 | 1-1 | 0-1 | 0-1 | 1-3 | 1-1 | 1-2 | 1-0 | 1-1 | 2-1 | 2-2 |
| Castelfrettese             | 0-1 | 3-1 |     | 2-0 | 1-0 | 2-0 | 2-2 | 1-1 | 3-1 | 0-0 | 1-1 | 2-1 | 1-1 | 1-0 | 3-0 | 3-1 | 1-2 | 2-0 |
| Cingolana                  | 1-0 | 3-0 | 2-0 |     | 2-1 | 0-1 | 0-1 | 1-2 | 0-1 | 1-0 | 4-1 | 1-0 | 0-0 | 1-2 | 2-1 | 1-1 | 1-0 | 2-0 |
| Civitanovese               | 2-0 | 0-3 | 0-0 | 1-1 |     | 1-0 | 3-2 | 2-0 | 0-1 | 0-0 | 2-1 | 2-1 | 3-1 | 2-1 | 1-0 | 1-0 | 0-0 | 1-0 |
| Cuprense                   | 0-0 | 1-1 | 2-2 | 0-1 | 1-3 |     | 1-1 | 1-1 | 0-2 | 1-0 | 1-1 | 2-2 | 0-0 | 1-3 | 1-0 | 0-3 | 1-3 | 0-1 |
| Fermignanese               | 4-3 | 0-0 | 2-2 | 0-0 | 0-4 | 1-2 |     | 0-1 | 0-0 | 1-1 | 0-3 | 1-0 | 3-2 | 1-3 | 1-0 | 0-2 | 0-1 | 2-2 |
| Fortitudo                  | 2-2 | 1-0 | 0-0 | 4-2 | 0-3 | 5-1 | 2-0 |     | 1-0 | 0-0 | 0-0 | 2-0 | 2-2 | 0-1 | 0-0 | 3-1 | 2-0 | 2-0 |
| B. Fossombrone             | 1-0 | 2-2 | 0-0 | 3-0 | 1-0 | 3-1 | 1-0 | 1-0 |     | 2-0 | 2-0 | 0-0 | 1-0 | 1-0 | 1-0 | 0-1 | 2-0 | 3-0 |
| Jesina                     | 1-1 | 2-0 | 1-1 | 1-0 | 1-3 | 3-1 | 1-0 | 0-0 | 2-0 |     | 0-0 | 0-0 | 1-0 | 2-0 | 2-1 | 1-1 | 0-1 | 1-1 |
| Montegranaro               | 1-1 | 1-2 | 2-1 | 0-0 | 2-1 | 1-0 | 0-0 | 0-0 | 1-2 | 1-0 |     | 1-0 | 2-2 | 0-1 | 3-2 | 0-0 | 0-0 | 1-0 |
| Monturanese                | 1-1 | 0-3 | 0-3 | 1-0 | 0-3 | 2-0 | 3-0 | 0-1 | 0-1 | 2-4 | 1-1 |     | 1-0 | 1-1 | 0-1 | 1-2 | 2-1 | 2-3 |
| Osimana                    | 1-1 | 1-1 | 1-3 | 2-1 | 0-0 | 1-0 | 1-0 | 1-2 | 1-3 | 0-0 | 0-0 | 1-0 |     | 0-2 | 1-0 | 1-1 | 1-0 | 3-1 |
| Piano San Lazzaro          | 3-0 | 1-1 | 4-1 | 1-0 | 1-0 | 3-0 | 1-2 | 1-2 | 1-1 | 1-1 | 1-0 | 4-1 | 0-0 |     | 2-1 | 0-1 | 0-0 | 1-2 |
| Urbania                    | 0-0 | 2-1 | 1-2 | 2-0 | 3-0 | 0-1 | 1-0 | 2-1 | 1-2 | 0-0 | 1-1 | 2-0 | 0-1 | 2-1 |     | 0-0 | 2-0 | 2-1 |
| Urbino                     | 1-0 | 1-1 | 0-0 | 2-2 | 1-1 | 0-0 | 2-0 | 0-0 | 2-3 | 1-0 | 2-0 | 4-1 | 0-0 | 0-2 | 1-1 |     | 0-0 | 1-1 |
| Vigor Senigallia           | 0-0 | 5-1 | 2-2 | 1-1 | 1-1 | 0-3 | 3-2 | 2-1 | 0-0 | 3-0 | 2-1 | 2-2 | 0-0 | 0-2 | 1-1 | 1-1 |     | 0-2 |
| Vis Macerata               | 0-1 | 0-1 | 2-2 | 0-1 | 0-1 | 2-2 | 3-1 | 0-1 | 1-2 | 1-0 | 1-0 | 1-1 | 1-1 | 0-1 | 3-1 | 1-1 | 3-2 |     |

## Spareggi

### Play-off

#### Semifinali
| Squadra 1          | Totale | Squadra 2         | Andata | Ritorno |
| ------------------ | ------ | ----------------- | ------ | ------- |
| Castelfrettese     | 1 - 1  | Civitanovese      | 0 - 0  | 1 - 1   |
| Fortitudo Fabriano | 1 - 1  | Piano San Lazzaro | 1 - 0  | 0 - 1   |

##### Andata
| Castelferretti 3 maggio 2009 | Castelfrettese | 0 – 0 | Civitanovese |  |

| Fabriano 3 maggio 2009 | Fortitudo Fabriano | 1 – 0 | Piano San Lazzaro |  |

##### Ritorno
| Civitanova Marche 10 maggio 2009 | Civitanovese | 1 – 1 | Castelfrettese |  |

| Piano San Lazzaro 10 maggio 2009 | Piano San Lazzaro | 1 – 0 | Fortitudo Fabriano |  |

#### Finale
| Squadra 1    | Risultato | Squadra 2         |
| ------------ | --------- | ----------------- |
| Civitanovese | 2 - 1     | Piano San Lazzaro |

| Ancona 17 maggio 2009 | Civitanovese | 2 – 1 | Piano San Lazzaro |  |

### Spareggio play-out
| Squadra 1 | Risultato | Squadra 2        |
| --------- | --------- | ---------------- |
| Urbania   | 1 - 0     | Vigor Senigallia |

| Fossombrone 3 maggio 2009 | Urbania | 1 – 0 | Vigor Senigallia |  |

### Play-out
| Squadra 1 | Totale | Squadra 2        | Andata | Ritorno |
| --------- | ------ | ---------------- | ------ | ------- |
| Cagliese  | 4 - 9  | Vis Macerata     | 1 - 6  | 3 - 3   |
| Cuprense  | 2 - 3  | Vigor Senigallia | 1 - 0  | 1 - 3   |

#### Andata
| Cagli 10 maggio 2009 | Cagliese | 1 – 6 | Vis Macerata |  |

| Cupramarittima 10 maggio 2009 | Cuprense | 1 – 0 | Vigor Senigallia |  |

#### Ritorno
| Macerata 17 maggio 2009 | Vis Macerata | 3 – 3 | Cagliese |  |

| Senigallia 17 maggio 2009 | Vigor Senigallia | 3 – 1 | Cuprense |  |

## Verdetti finali
- Civitanovese ammessa successivamente alla categoria superiore (Serie D) con delibera FIGC a completamento organici.